# Onthophagus flavoapicalis
Onthophagus flavoapicalis là một loài bọ cánh cứng trong họ Bọ hung (Scarabaeidae).